# Vanadyl difluoride
Vanadyl đifluoride là một hợp chất vô cơ, một muối oxyhalogenua của kim loại vanadi và axit flohydric có công thức hóa học VOF2 – tinh thể màu vàng khi khan, hòa tan trong nước, tạo thành tinh thể ngậm nước.

## Điều chế
- Làm nóng vanadyl đibromua trong dòng hydro fluoride sẽ tạo ra muối:

{\displaystyle {\mathsf {VOBr_{2}+2HF\ \xrightarrow {600-700^{o}C} \ VOF_{2}+2HBr}}}
- Hoặc thủy phân vanadi(IV) fluoride bằng nước nóng:

{\displaystyle {\mathsf {VF_{4}+H_{2}O\ \xrightarrow {90^{o}C} \ VOF_{2}+2HF}}}

## Tính chất vật lý
Vanadyl đifluoride khan tạo thành các tinh thể màu vàng.
Các tinh thể ngậm nước VOF2·xH2O (với x = 2, 3 hoặc 4) được phân lập từ các dung dịch nước có tính axit mạnh.
Nó hòa tan trong aceton.

## Cấu trúc
VOF2·3H2O có công thức cấu tạo là [VOF2(H2O)2]·H2O, tức là có hai phân tử nước liên kết trực tiếp với VOF2, phân tử nước còn lại không liên kết trực tiếp.

## Tính chất hóa học
Vanadyl đifluoride có thể tạo thành muối phức với fluoride của kim loại kiềm, ví dụ:
{\displaystyle {\mathsf {VOF_{2}+2KF\ \xrightarrow {} \ K_{2}VOF_{4}}}}